# (1433) Geramtina
(1433) Geramtina est un astéroïde de la ceinture principale membre de la famille de Gefion. Il a été découvert le 30 octobre 1937 à Uccle par l'astronome belge Eugène Joseph Delporte.

## Historique
Sa désignation provisoire, lors de sa découverte le 30 octobre 1937, était 1937 UC.